# Poliodule melanotricha
Poliodule melanotricha là một loài bướm đêm thuộc phân họ Arctiinae, họ Erebidae.